# 7. květen
7. květen je 127. den roku podle gregoriánského kalendáře (128. v přestupném roce). Do konce roku zbývá 238 dní. Svátek má Stanislav.

## Události

### Česko
- 1420 – Nejvyšší purkrabí pražský Čeněk z Vartenberka vydal Zikmundovi Lucemburskému Pražský hrad.
- 1458 – Jiří z Poděbrad korunován českým králem.
- 1749 – Zřízení „královské representace a komory“ v Praze jako vrcholného politického a hospodářského úřadu Českého království  – královský místodržitelský úřad v Praze zrušen.
- 1757 – Prusové nazítří po bitvě u Štěrbohol oblehli Prahu a podrobili ji ničivé dělostřelecké palbě.
- 1940 – Premiéra Nezvalovy Manon Lescaut v divadle D 41 v režii E. F. Buriana
- 1945
  - Jednotky ROA opouští Prahu a vzdávají se americkým jednotkám
  - Z Liberce utekl župní vedoucí Sudetské župy Konrád Henlein. Zmatku využil Revoluční národní výbor a s Henleinovým vojenským zástupcem dosáhne kapitulace německé posádky.
- 1959 – Zahájeno pokusné vysílání VKV Československého rozhlasu.
- 1960 – Premiéra hry Jiřího Suchého a Miroslava Horníčka s hudbou Jiřího Šlitra Zuzana je sama doma v divadle Semafor
- 1985 – Při důlním neštěstí na Dole Doubrava v Orlové zahynulo 25 lidí.
- 2007 – Začátek kuřimské kauzy - policie po oznámení od souseda nalezla v Kuřimi u Brna v komoře rodinného domku svázaného a nahého sedmiletého chlapce Ondřeje. Policie následně zatýká matku i jeho tetu.
- 2008 – Fotbalová SK Slavia Praha slavnostně otevřela multifunkční Stadion Eden zápasem s anglickým univerzitním mužstvem z Oxfordu.

### Svět

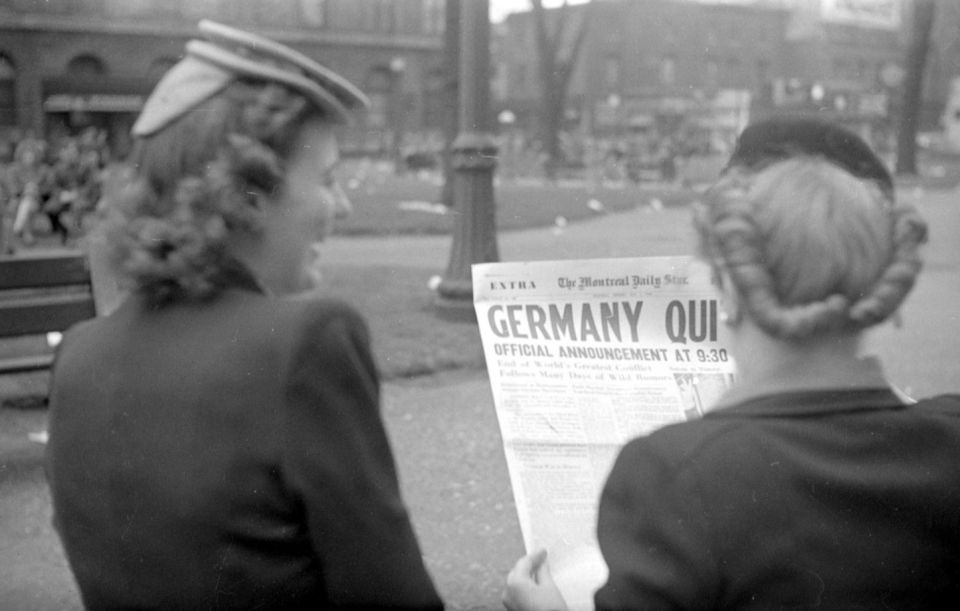
Montreal Daily Star: "Germany Quit", 7. května 1945

- 0558 – Došlo ke kolapsu chrámu Hagia Sophia v Konstantinopoli, císař Justinián I. okamžitě nařídil rekonstrukci chrámu.
- 1104 – V bitvě u Harranu se střetla vojska křižáků se Seldžuky.
- 1274 – Začalo první zasedání druhého lyonského koncilu.
- 1624 – Dobyvatelská flotila admirála Hermitese doplula do peruánské Limy
- 1718 – Město New Orleans založeno Jeanem-Baptistou Le Moynem.
- 1765 – Na vodu byla spuštěna HMS Victory, nejstarší sloužící bitevní loď na světě. Je členem Royal Navy a bojovala již v bitvě u Trafalgaru.
- 1824 – Ve Vídni měla premiéru poslední Beethovenova 9. Symfonie s Ódou na radost na text Friedricha Schillera. Koncert dirigoval už úplně hluchý autor.
- 1915 – Německá ponorka U-20 potopila zaoceánský parník RMS Lusitania. Zemřelo 1198 pasažérů, včetně 128 Američanů, což přispělo ke vstupu USA do první světové války na straně dohody.
- 1945
  - Druhá světová válka:
    - proběhla bitva o Břest, jež byla posledním střetem 1. československého armádního sboru.
    - v Remeši byl podepsán protokol o úplné bezpodmínečné kapitulaci Německa.

  - Československá vláda poprvé zasedala v Bratislavě.
- 1952 – Koncept integrovaného obvodu, základ pro všechny moderní počítače, poprvé publikuje Geoffrey Dummer.
- 1954 – Porážka francouzské armády Viet Minhem v bitvě u Dien Bien Phu vedla k ukončení války v Indočíně.
- 1992 – Vstup Bulharska do Rady Evropy.
- 2000 – Vladimir Putin se stal ruským prezidentem.
- 2010 – Ekonomická krize 2007–2010: americké akciové trhy poklesly o necelý bilion dolarů (Flash Crash).
- 2017 – Ve francouzských prezidentských volbách zvítězil s 66 procenty hlasů Emmanuel Macron a v 39 letech se stal nejmladším prezidentem Evropy a Francie.

## Narození

### Česko

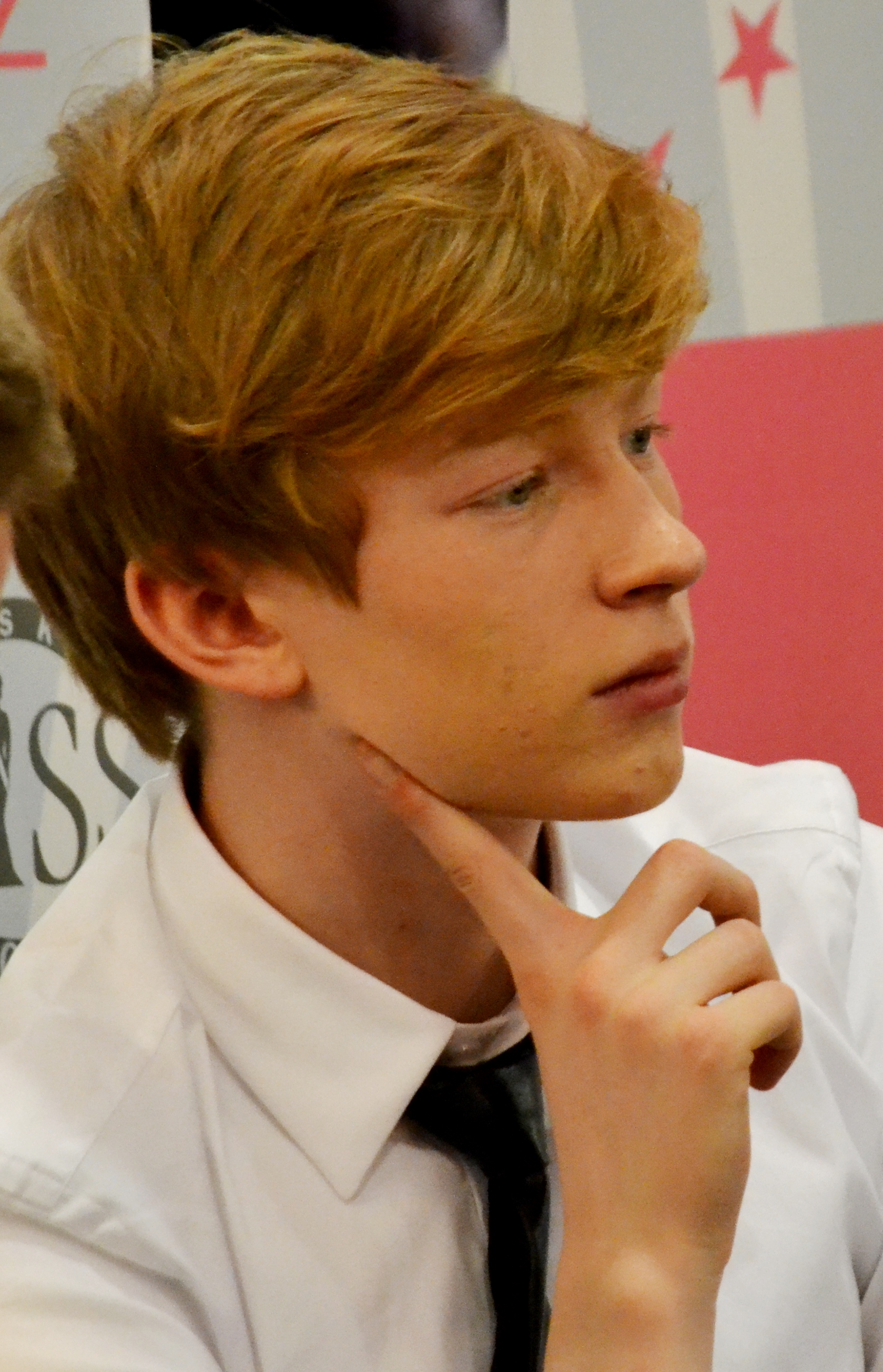
Adam Mišík (* 1997)

- 1763 – Jan Melič, lékař-porodník († 28. února 1837)
- 1807 – Ignác Ondříček, houslista a lidový hudebník († 8. února 1871)
- 1809 – Josef Vilém z Löschneru, český lékař, rektor Univerzity Karlovy († 19. dubna 1888)
- 1826 – Josef Farský, majitel polygrafického ústavu v Praze († 16. prosince 1889)
- 1829 – Josef Stanislav Práchenský, advokát a politik († 7. května 1893)
- 1839 – František Zákrejs, český spisovatel († 9. června 1907)
- 1851 – Ella Hruschka, rakouská učitelka, spisovatelka, novinářka a aktivistka za práva žen († 13. března 1912)
- 1855 – Jaroslav Hlava, patologický anatom († 31. října 1924)
- 1857 – Jan Herben, spisovatel a novinář († 24. prosince 1936)
- 1862 – Josef Kupka, katolický teolog, brněnský biskup († 20. června 1941)
- 1869 – Václav Donát, československý politik († 3. května 1954)
- 1870 – Stanislav Souček, český filolog, literární historik, rektor Masarykovy univerzity († 30. prosince 1935)
- 1871 – Vojtěch Kuchynka, kontrabasista, sbormistr a hudební skladatel († 1. srpna 1942)
- 1879 – Arnošt Vykoukal, opat kláštera benediktinů v Praze na Slovanech (Emauzy) († září 1942)
- 1881 – Ján Zverec, československý politik slovenské národnosti († 23. května 1965)
- 1885 – Josef Heger, katolický teolog, překladatel Bible († 6. ledna 1952)
- 1892 – Antonín Moudrý, architekt († 3. května 1948)
- 1893 – Břetislav Bartoš, malíř a grafik († 28. června 1926)
- 1895 – Josef Marcel Sedlák, český spisovatel († 26. října 1964)
- 1899 – Anna Pollertová, členka odbojové organizace Petiční výbor Věrni zůstaneme (PVVZ) († 19. ledna 1945)
- 1901 – Géza Včelička, novinář, spisovatel, cestovatel a malíř († 30. prosince 1966)
- 1903 – Oldřich Friš, indolog († 14. ledna 1955)
- 1907 –  Helena Koželuhová, politička († 6. května 1967)
- 1910 – Eva Vrchotová, česká herečka a spisovatelka († 21. července 2014)
- 1913 – Anna Friedlová-Kanczuská, architektka a urbanistka († ?)
- 1918 – Jan Novák, kameraman († 1983)
- 1919
  - Stanislav Srazil, voják a příslušník výsadku Antimony († 20. dubna 1944)
  - Stanislav Látal, režisér animovaných filmů († 4. srpna 1994)
- 1920 – Jana Ebertová, herečka a recitátorka († 10. listopadu 2010)
- 1921
  - Jan Dostál, český akademický malíř, ilustrátor a grafik († 22. dubna 1996)
  - Antonín Láník, kněz, organolog a skladatel († 20. června 2014)
- 1922 – Hynek Maxa, operní pěvec († 9. prosince 2001)
- 1923 – František Kutta, ekonom a legendární horolezec († 18. listopadu 2004)
- 1925 – Dušan Zbavitel, český indolog a překladatel († 7. srpna 2012)
- 1926 – Jaroslav Kurzweil, matematik († 17. března 2022)
- 1927 – Jiří Janáček, literární vědec, kritik a publicista († 14. února 2023)
- 1929 – Jiří Pechar, estetik, filozof, literární teoretik a překladatel († 22. srpna 2022)
- 1931
  - Ervín Urban, český akademický malíř, ilustrátor a grafik († 21. října 1997)
  - Ivo Urban, československý fotbalový reprezentant
- 1944 –  Vladimír Drha, český filmový a televizní scenárista a režisér († 21. června 2017)
- 1947 – Milan Slavický, hudební skladatel, hudební vědec a pedagog († 18. srpna 2009)
- 1949 – Kateřina Hilská, překladatelka
- 1952 – Jana Matysová, zpěvačka
- 1955
  - Pavla Topolánková, bývalá manželka Mirka Topolánka, podnikatelka, politička
  - Milan Hlavačka, český historik
- 1957 – Jan Winkler, právník, politik a diplomat († 16. února 2009)
- 1968 – Tereza Brodská, herečka
- 1973 – Petra Čumplová házenkářka
- 1997 – Adam Mišík, herec a zpěvák

### Svět

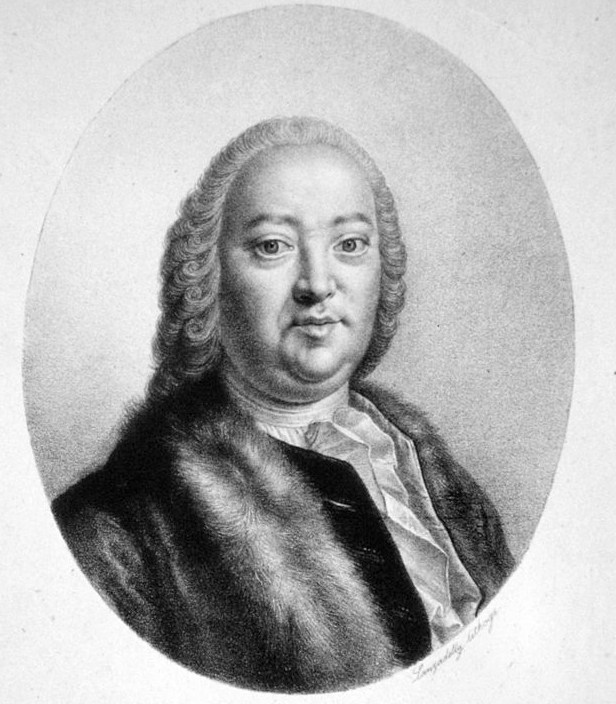
Gerard van Swieten (* 1700)

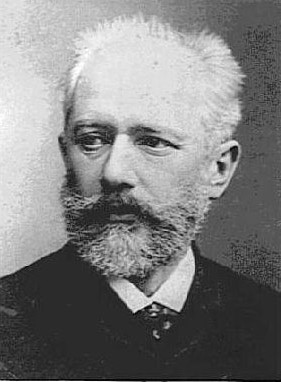
Petr Iljič Čajkovskij (* 1840)

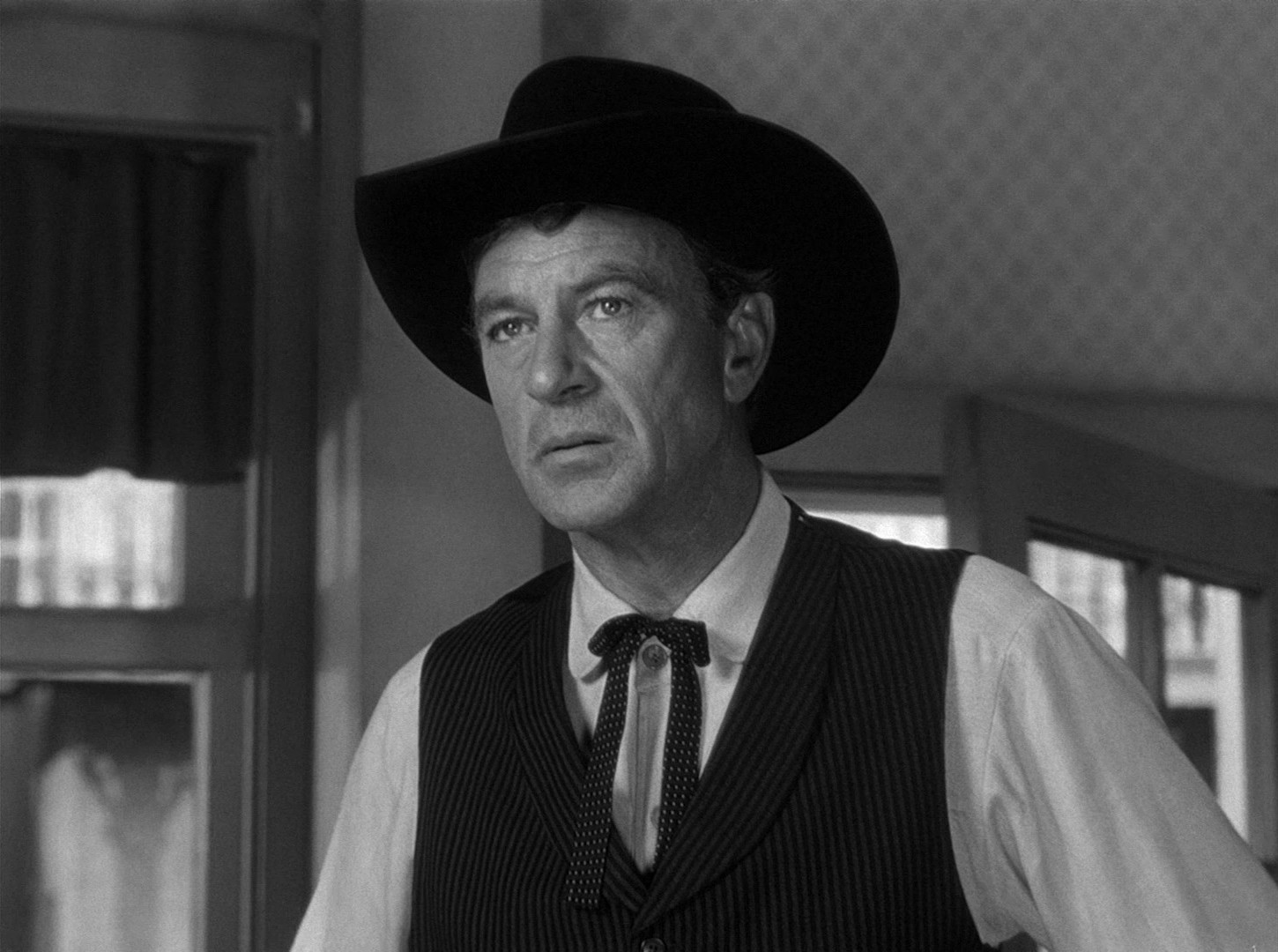
Gary Cooper (* 1901)

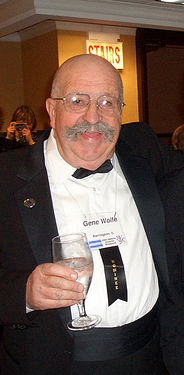
Gene Wolfe (* 1931)

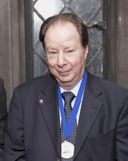
Sidney Altman (* 1939)

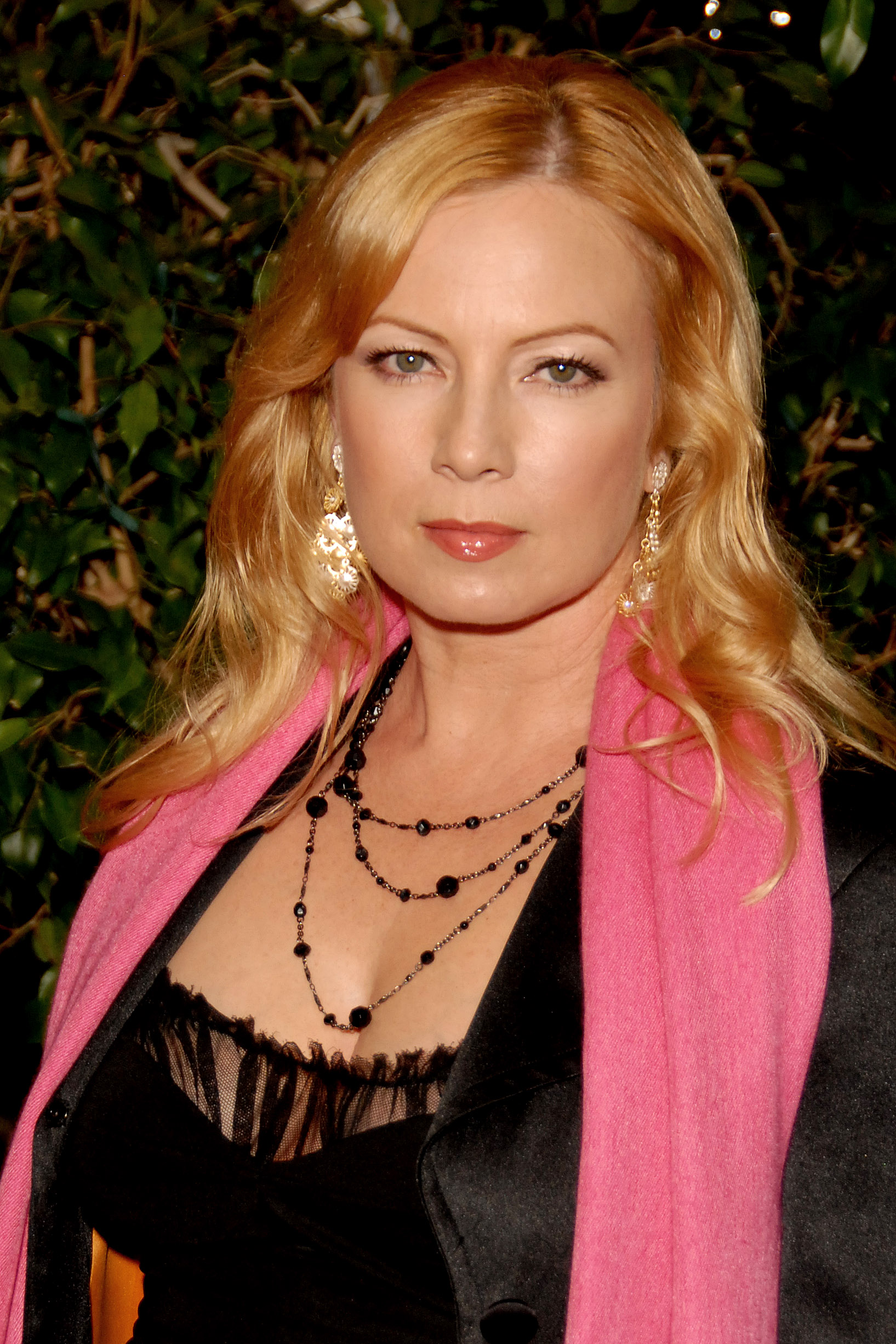
Traci Lords (* 1968)

- 1328 – Ludvík VI. Bavorský, první kurfiřt braniborský († 1365)
- 1530 – Ludvík I. de Condé, princ z rodu Bourbonů, vůdce hugenotů († 13. března 1569)
- 1700 – Gerard van Swieten, nizozemský lékař a osvícenský reformátor († 18. června 1772)
- 1710 – Thomas Reid, skotský filozof († 7. října 1796)
- 1724 – Dagobert Sigmund von Wurmser, rakouský polní maršál († 22. srpna 1797)
- 1745 – Karel Stamic, německo-francouzský skladatel českého původu († 9. listopadu 1801)
- 1748 – Olympe de Gouges, francouzská dramatička a spisovatelka († 3. listopadu 1793)
- 1754 – Joseph Joubert, francouzský moralista a esejista († 4. května 1824)
- 1763 – Józef Antoni Poniatowski, polský šlechtic, maršál Francie († 19. října 1813)
- 1764 – Alžběta Filipína Francouzská, francouzská princezna královské krve († 10. května 1794)
- 1767 – Frederika Pruská, pruská princezna a anglická šlechtična († 6. srpna 1820)
- 1769 – Giuseppe Farinelli, italský skladatel († 12. prosince 1836)
- 1774 – Francis Beaufort, irský hydrograf († 1857)
- 1794 – Arnošt I. z Hohenlohe-Langenburgu, německý šlechtic († 12. dubna 1860)
- 1812 – Robert Browning, anglický básník († 12. prosince 1889)
- 1827 – János Vajda, maďarský básník († 17. ledna 1897)
- 1833 – Johannes Brahms, německý hudební skladatel († 3. dubna 1897)
- 1840 – Petr Iljič Čajkovskij, ruský hudební skladatel († 6. listopadu 1893)
- 1841 – Gustave Le Bon, francouzský lékař, sociolog a archeolog († 13. prosince 1931)
- 1842 – Antonín Hlaváček, rakouský malíř († 16. ledna 1926)
- 1847 – Archibald Primrose, britský premiér († 21. května 1929)
- 1853 – Franz Wickhoff, rakouský historik umění († 6. dubna 1909)
- 1860 – Tom Norman, anglický podnikatel a showman († 24. srpna 1930)
- 1861 – Rabíndranáth Thákur, bengálský básník, prozaik, dramatik, hudební skladatel, malíř, pedagog a filozof († 7. srpna 1941)
- 1867 – Władysław Reymont, polský spisovatel, nositel Nobelovy ceny za literaturu za rok 1924 († 5. prosince 1925)
- 1868 – Stanisław Przybyszewski, polský spisovatel († 23. listopadu 1927)
- 1870 – Marcus Loew, zakladatel filmových společností Loews Cineplex Entertainment a Metro-Goldwyn-Mayer († 5. září 1927)
- 1872 – Peder Østlund, norský rychlobruslař, mistr světa († 22. ledna 1939)
- 1874 – Lyman Briggs, americký fyzik a pedolog († 25. března 1963)
- 1876 – Paul Rivet, francouzský etnolog († 21. března 1958)
- 1880 – Oskar Perron, německý matematik († 22. února 1975)
- 1887 – Henri Pourrat, francouzský spisovatel, sběratel lidových příběhů a pohádek († 16. července 1959)
- 1892
  - Ivan Šubašić, předseda exilové jugoslávské vlády († 22. března 1955)
  - Josip Broz Tito, prezident Socialistické federativní republiky Jugoslávie († 4. května 1980)
- 1893 – Dani'el Auster, první starosta Západního Jeruzaléma († 15. ledna 1962)
- 1896 – Kathleen McKaneová Godfreeová, anglická tenistka a badmintonistka († 19. června 1992)
- 1901 – Gary Cooper, americký filmový herec († 13. května 1961)
- 1912 – James Dugan, americký historik a novinář († 3. června 1967)
- 1917 – Domenico Bartolucci, italský kněz, hudební skladatel a kardinál († 11. listopadu 2013)
- 1918 – Norman Dyhrenfurth, švýcarský horolezec a režisér († 24. září 2017)
- 1919
  - Boris Sluckij, sovětský básník († 22. února 1986)
  - Eva Perónová, první dáma Argentiny († 26. července 1952)
- 1921 – Gaston Rébuffat, francouzský horolezec, režisér, fotograf a spisovatel († 31. května 1985)
- 1924 – Marjorie Boulton, anglická profesorka, básnířka, spisovatelka a esperatistka († 30. srpna 2017)
- 1925 – Jozef Heriban, slovenský kněz, polyglot, biblista, náboženský spisovatel, misionář († 16. dubna 2009)
- 1927 – Veikko Huovinen, finský spisovatel († 4. října 2009)
- 1930 – Horst Bienek, německý spisovatel († 7. prosince 1990)
- 1931 – Gene Wolfe, americký spisovatel († 14. dubna 2019)
- 1936 – Cornelius Cardew, britský hudební skladatel († 13. prosince 1981)
- 1939
  - Sidney Altman, kanadský chemik, nositel Nobelovy ceny
  - Ruggero Deodato, italský herec, režisér a scenárista († 29. prosince 2022)
  - Ruud Lubbers, nizozemský politik († 14. února 2018)
- 1940 – Angela Carterová, anglická spisovatelka († 16. února 1992)
- 1946
  - Marián Čalfa, československý premiér
  - Bill Kreutzmann, americký rockový bubeník
  - Jerry Nolan, americký bubeník, člen New York Dolls († 14. ledna 1992)
- 1947
  - Marúf al-Bachít, premiér Jordánska
  - Gary Herbert, americký politik
- 1948 – Lluís Llach, katalánský hudebník, zpěvák a písničkář
- 1951
  - John Fleck, americký herec a bavič
  - Bernie Marsden, anglický rockový kytarista († 24. srpna 2023)
  - Michel Esteban, francouzský podnikatel
- 1955
  - Kazimierz Gilarski, velitel varšavské posádky Polské armády († 10. dubna 2010)
  - Stano Radič, slovenský scenárista, humorista, moderátor († 8. dubna 2005)
- 1956 – Jan Peter Balkenende, předseda vlády Nizozemska
- 1961 – Phil Campbell, velšský kytarista
- 1968 – Traci Lords, americká herečka
- 1972 – Peter Dubovský, slovenský fotbalista († 23. června 2000)
- 1981 – Vincent Clerc, francouzský ragbista
- 1985 – J Balvin, kolumbijský reggaeton zpěvák
- 1993 – Ajla Tomljanovićová, chorvatská tenistka
- 1998 – MrBeast, americký influencer
- 1999 – Cody Gakpo, nizozemský fotbalista

## Úmrtí

### Česko

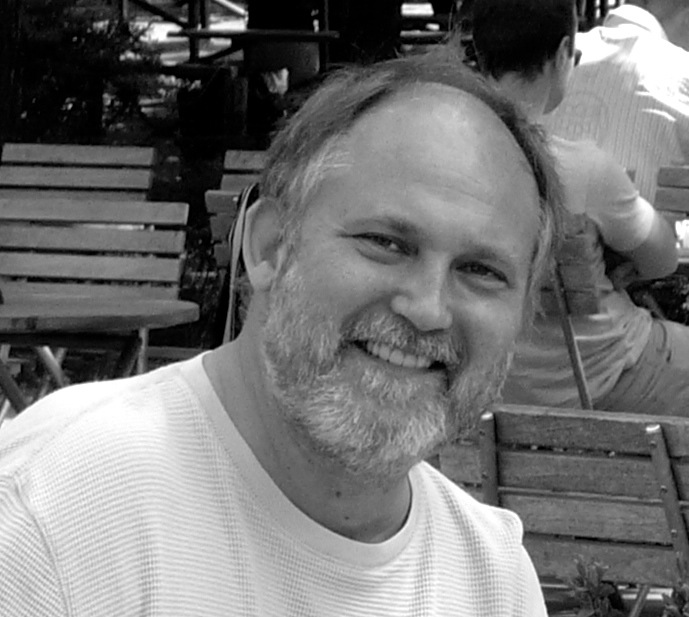
Michal Pešek († 2012)

- 1306 – Přemek Ratibořský, kníže ratibořský (* 1258/1268)
- 1818 – Leopold Koželuh, český hudební skladatel (* 26. června 1747)
- 1859 – Václav Michal Pešina z Čechorodu, kněz, spisovatel a nakladatel (* 13. září 1782)
- 1893 – Josef Stanislav Práchenský, advokát a politik (* 7. května 1829)
- 1915 – Eduard Bartoníček, hudební skladatel (* 31. srpna 1855)
- 1931 – Antonín Petzold, varhaník, dirigent, sbormistr a hudební skladatel (* 13. srpna 1858)
- 1932 – Edoardo Gasser, rakouský právník a politik italské národnosti z Terstu (* 12. září 1859)
- 1944
  - Josef Vanc, voják a příslušník výsadku Carbon (* 4. února 1915)
  - František Kobzík, reprezentant ve veslování, voják a příslušník výsadku Carbon (* 22. března 1914)
- 1945
  - Zdeněk Stránský, herec (* 1921)
  - Vojtěch Jirát, literární historik a kritik (* 22. května 1902)
- 1949 – Josef Velenovský, český botanik (* 22. dubna 1858)
- 1950 – Jan Nepomuk Wünsch, český hudební skladatel (* 12. května 1855)
- 1962 – Ladislav Mráz, operní pěvec (* 25. září 1923)
- 1967 – Jan Gillar, český funkcionalistický architekt (* 24. června 1904)
- 1973 – Egon Hostovský, spisovatel (* 23. dubna 1908)
- 1976 – Luboš Holeček, studentský vůdce
- 1996 – Otto Urban, český historik (* 9. prosince 1938)
- 2005 – Václav Boštík, malíř, grafik a ilustrátor (* 6. listopadu 1913)
- 2006 – Alfréd Jindra, kanoista, bronzová medaile na OH 1952 (* 31. března 1930)
- 2012 – Michal Pešek, herec a podnikatel (* 4. května 1959)
- 2019 – Václav Postránecký, herec a pedagog (* 8. září 1943)
- 2023 – Soňa Červená , pěvkyně (* 9. září 1925)

### Svět

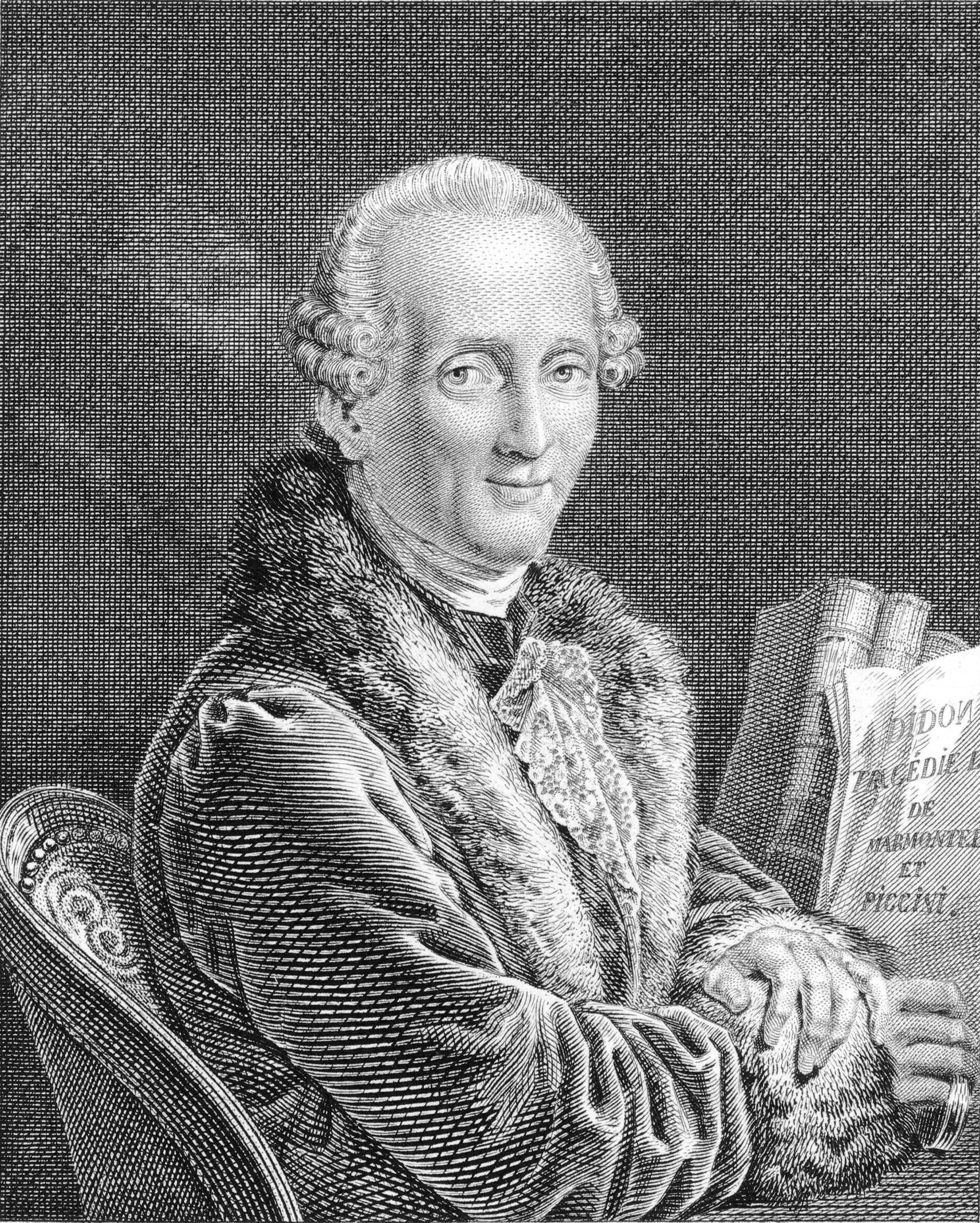
Niccolò Piccinni († 1800)

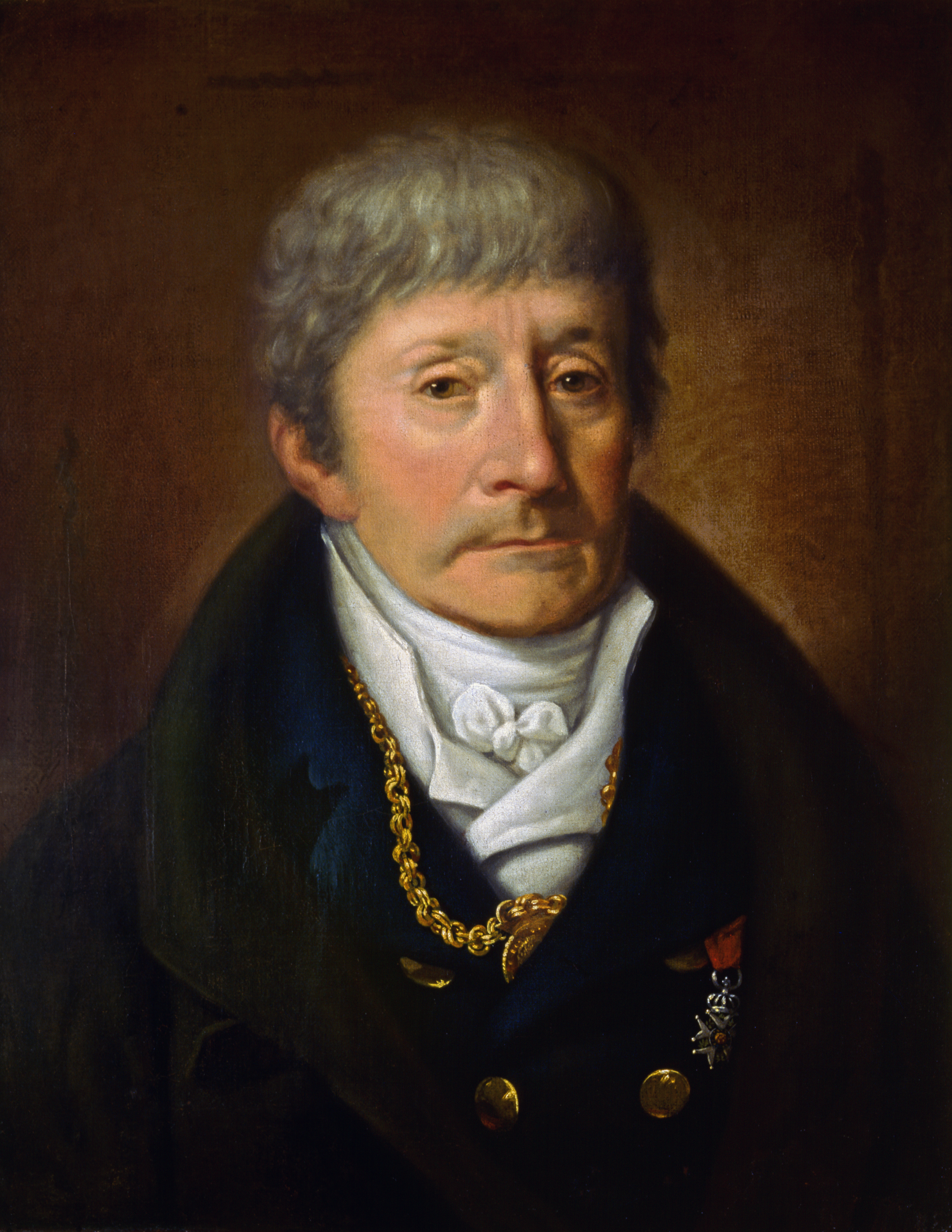
Antonio Salieri († 1825)

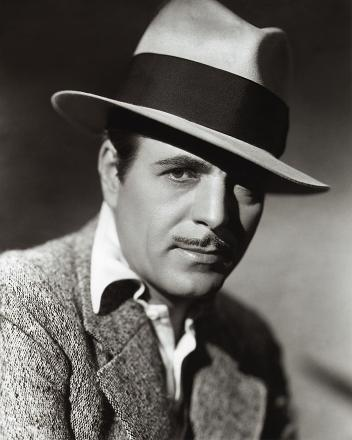
Warner Baxter († 1951)

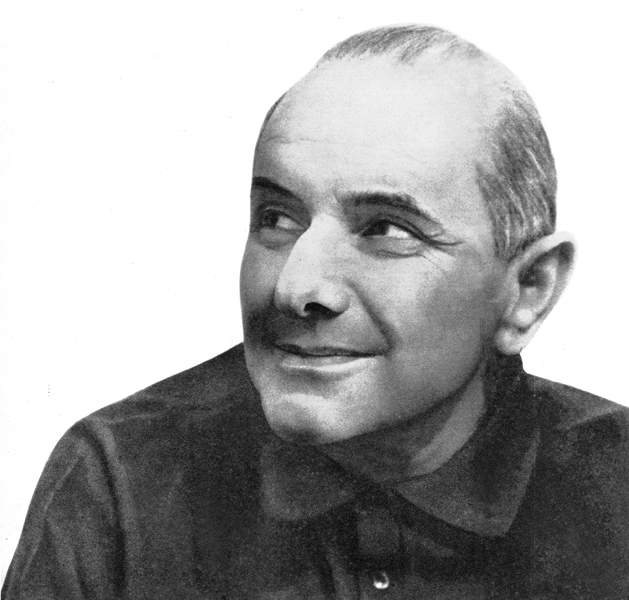
Stanisław Jerzy Lec († 1966)

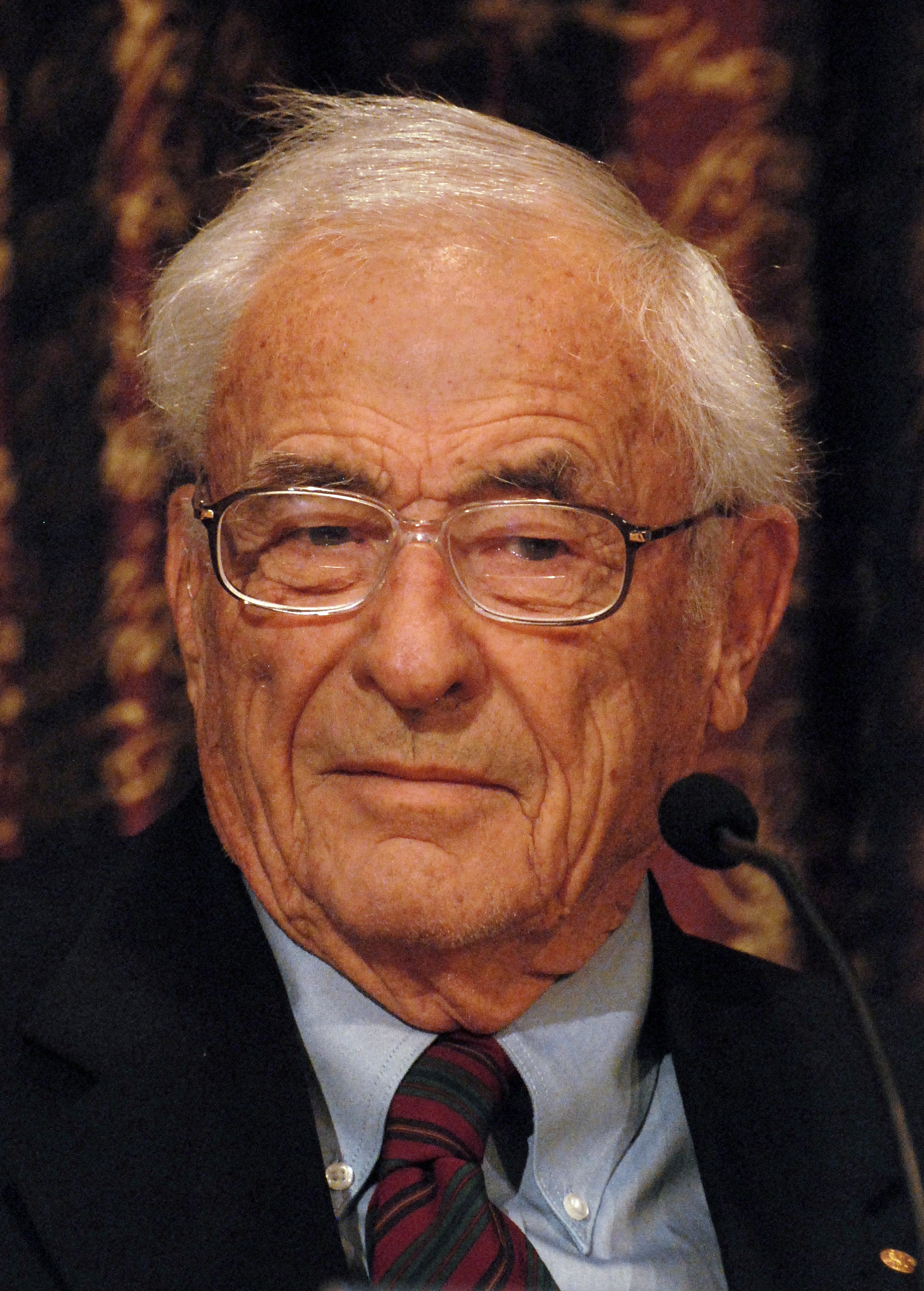
Willard Sterling Boyle († 2011)

- 0973 – Ota I. Veliký, německý král a římský císař (* 23. listopadu 912)
- 1166 – Vilém I. Sicilský, sicilský král (* 1131)
- 1202 – Hamelin z Anjou, anglický šlechtic a nevlastní bratra krále Jindřicha II. (* ?)
- 1205 – Ladislav III. Uherský, uherský král z dynastie Arpádovců (* 1199)
- 1231 – Beatrix II. Burgundská, burgundská hraběnka, vévodkyně meranská a markraběnka istrijská z rodu Štaufů (* 1193)
- 1539
  - Ottaviano Petrucci, italský tiskař, vynálezce nototisku (* 18. června 1466)
  - Guru Nának, zakladatel sikhismu (* 20. října 1469)
- 1602 – Alessandro Luzzago, italský teolog a filozof (* říjen 1551)
- 1617 – David Fabricius, německý pastor a astronom (* 9. března 1564)
- 1667 – Johann Jakob Froberger, německý barokní hudební skladatel a virtuos (* 18. května 1616)
- 1682 – Fjodor III. Alexejevič, ruský car (* 9. června 1661)
- 1718 – Marie Beatrice d'Este, anglická královna, manželka Jakuba II. Stuarta (* 5. října 1658)
- 1777 – Charles de Brosses, francouzský badatel (* 7. února 1709)
- 1795 – Antoine Quentin Fouquier-Tinville, francouzský revolucionář (* 12. června 1746)
- 1800 – Niccolò Piccinni, italský operní skladatel (* 16. ledna 1728)
- 1805 – William Petty, britský státník (* 2. května 1737)
- 1812 – Gottlieb Schick, německý malíř (* 15. srpna 1776)
- 1825 – Antonio Salieri, italský hudební skladatel, pedagog a dirigent (* (18. srpna 1750)
- 1840 – Caspar David Friedrich, německý malíř a kreslíř (* 5. září 1774)
- 1852 – Matthias Alexander Castrén, finský filolog a etnolog (* 2. prosince 1813)
- 1868 – Henry Brougham, skotský politik a státník (* 19. září 1778)
- 1873 – Salmon P. Chase, americký právník a politik (* 13. ledna 1808)
- 1879 – Charles de Coster, belgický, francouzsky píšící spisovatel (* 20. srpna 1827)
- 1896
  - H. H. Holmes, americký sériový vrah (* 16. května 1861)
  - Luigi Galimberti, kardinál a teolog (* 26. dubna 1835)
- 1899 – Esma Sultan, osmanská princezna, dcera sultána Abdülazize, sestra sultána Abdülhamida II. (* 21. března 1873)
- 1906 – Max Judd, americký politik a šachový mistr (* 27. prosince 1851)
- 1910 – Emil Kautzsch, německý evangelický teolog (* 4. září 1841)
- 1924 – Dimitr Blagoev, bulharský politik (* 14. června 1856)
- 1925 – Boris Savinkov, ruský spisovatel a revolucionář (* 31. ledna 1879)
- 1928 – Alexander Spendiarjan, arménský hudební skladatel a dirigent (* 1. listopadu 1871)
- 1932
  - Paul Doumer, francouzský prezident (* 22. března 1857)
  - Petr Štěpán Petrović-Njegoš, černohorský princ (* 10. října 1889)
- 1940 – Nikolaj Někrasov, poslední generální guvernér Finského velkoknížectví (* 1. ledna 1879)
- 1941 –  James Frazer, skotský antropolog a etnolog (* 1. ledna 1854)
- 1946 – Anton Adriaan Mussert, nizozemský nacistický politik (* 11. května 1894)
- 1951 – Warner Baxter, americký herec (* 29. března 1889)
- 1956 – Josef Hoffmann, český a rakousky architekt a designér (* 15. prosince 1870)
- 1957 – Arnold van Gennep, francouzský antropolog, religionista a etnolog (* 24. dubna 1873)
- 1963 – Theodore von Kármán, americký fyzik (* 11. května 1881)
- 1965
  - Hans Hauska, rakouský hudební skladatel a politický vězeň (* 18. května 1901)
  - Charles Sheeler, americký malíř a fotograf (* 16. července 1883)
- 1966 – Stanisław Jerzy Lec, polský básník a satirik (* 6. března 1909)
- 1970 – Jack Jones, velšský romanopisec a dramatik (* 24. listopadu 1884)
- 1974 – Frederick Kelly, americký olympijský vítěz v běhu na 110 metrů překážek z roku 1912 (* 12. září 1891)
- 1975 – Alfred Edward Rosé, rakouský hudební skladatel (* 11. prosince 1902)
- 1985
  - Carlos Mota Pinto, premiér Portugalska (* 25. července 1936)
  - Adam Bahdaj, polský spisovatel (* 2. ledna 1918)
- 1993 – Hap Sharp, americký automobilový závodník (* 1. ledna 1928)
- 1994
  - Aharon Jariv, ředitel izraelské vojenské zpravodajské služby (* 20. prosince 1920)
  - Clement Greenberg, americký teoretik a kritik umění (* 16. ledna 1909)
- 1998
  - Allan McLeod Cormack, americký fyzik, nositel Nobelovy ceny za fyziologii nebo lékařství (* 23. února 1924)
  - Me'ir Weiss, izraelský rabín, pedagog a biblista (* 18. prosince 1908)
- 2001 – Joseph Greenberg, americký antropolog a lingvista (* 28. května 1915)
- 2007 – Rafi Lavi, izraelský výtvarník a kritik (* 1937)
- 2010 – Peter Acht, německý historik a diplomat (* 11. června 1911)
- 2011
  - Seve Ballesteros, španělský golfista (* 9. dubna 1957)
  - Willard Sterling Boyle, americký fyzik, nositel Nobelovy ceny (* 19. srpna 1924)
  - Milan Mišík, slovenský geolog (* 3. listopadu 1928)
- 2013 – Ray Harryhausen, americký filmař, režisér, animátor a scenárista (* 29. června 1920)
- 2014 – Farley Mowat, kanadský spisovatel, novinář, přírodovědec a cestovatel (* 12. května 1921)
- 2019 – Michael Wessing, západoněmecký oštěpař (* 29. srpna 1952)
- 2021
  - Jegor Ligačov, sovětský a ruský politik (* 29. listopadu 1920)
  - Martín Pando, argentinský fotbalista (* 26. prosince 1934)
- 2025 – Joe Don Baker, americký herec (* 12. února 1936)

## Svátky

### Česko
- Stanislav, Stanimír, Stojan, Stojmír
- Napoleon
- Jarloch
- Dalma

### Svět
- Slovensko: Monika
- Dahome: Výročí prezidentského konzilu
- Skotsko: Jarní den
- Thajsko: Ceremonie jarního orání
- Zambie: Svátek práce (je-li pondělí)
- Kazachstán: Den obránců vlasti
- Vietnam: Vítězství u Dien Bien Phu
- Bulharsko: Den rozhlasu (na počest Alexandra Popova)

### Liturgický klandář
- Sv. Benedikt II.